# Bluefinger
Bluefinger è l'ottavo album in studio del musicista statunitense Black Francis, pubblicato nel 2007.

## Tracce
1. Captain Pasty – 2:23
2. Threshold Apprehension – 5:12
3. Test Pilot Blues – 2:55
4. Lolita – 2:59
5. Tight Black Rubber – 4:17
6. Angels Come to Comfort You – 4:25
7. Your Mouth Into Mine – 3:41
8. Discotheque 36 – 4:40
9. You Can't Break a Heart and Have It – 2:36
10. She Took All the Money – 2:30
11. Bluefinger – 3:29